# Erastroides endomela
Erastroides endomela är en fjärilsart som beskrevs av George Francis Hampson 1910. Erastroides endomela ingår i släktet Erastroides och familjen nattflyn. Inga underarter finns listade i Catalogue of Life.